# Figura św. Jana Nepomucena w Poznaniu
Figura św. Jana Nepomucena na Starym Rynku – figura św. Jana Nepomucena zlokalizowana na Starym Rynku w Poznaniu, na osi ul. Quadro, przebiegającej przez blok zabudowy śródrynkowej.
Figura stoi w południowej części Rynku. Patron był osobą chroniącą miasta przed powodziami, a takie zjawiska w przeszłości często nękały Poznań, za sprawą ostrego skrętu Warty na Chwaliszewie.
Obiekt zbudowany w 1724. Autor nie jest znany. Przy czterech narożnikach cokołu wkopane są w ziemię (bruk) cztery lufy armatnie, pełniące dawniej rolę odbojników.